# HMS Activity (D94)
HMS Activity var ett handelsfartyg som byggdes om till ett lätt hangarfartyg av Royal Navy under andra världskriget. Efter kriget byggdes hon om till ett handelsfartyg och döptes till MV Breconshire och tjänstgjorde i över 20 år tills hon skrotades 1967.

## Historia

### Royal Navy
HMS Activity byggdes vid Caledon-varvet i Dundee. När bygget inleddes 1940 var det tänkt att hon skulle bli kyllastfartyget Telemachus för Alfred Holt Line. I februari 1941 rekvirerades hon av krigstransportministeriet och döptes om till Empire Activity. I januari 1942 övertogs hon av amiralitetet för att omvandlas till ett eskorthangarfartyg, som nu fick namnet HMS Activity och fick vimpelnummer D94. Activity togs i tjänst den 1 januari 1943 och fungerade som ett träningsfartyg för flygplanslandningar fram till oktober 1943, då hon skickades till Liverpool för en ombyggnad innan hon togs i aktiv tjänst.
Efter ombyggnaden deltog Activity som konvojeskort i Nordatlanten. Activity tog ombord 819 Naval Air Squadron 12 januari 1944 och inledde eskorttjänstgöring 29 januari som en del av Second Escort Group. Activity deltog i eskort av konvojerna OS 66, KMS 40, ON 222, NS 28, SL 147, MKS 38, HX 277, KMS 43 och MKF 29 under perioden till mars 1944. Därefter flyttades Activity till Arktis och eskorterade konvoj JW 58 till Murmansk. Hennes flygplan - tillsammans med flygplan från HMS Tracker - sänkte ubåtarna U-288 och U-355, samt skadade U-362, U-673 och U-990. Returkonvojen RA 58 nådde sin destination utan förluster.
I maj 1944 tillbringade Activity en tid på ett skeppsvarv på Clyde för att åtgärda defekter innan hon åter anslöt sig till Second Escort Group för eskorttjänst. Activity eskorterade konvojerna OS 78, KMS 52, SL 158, MKS 49, OS 78, KMS 52, AL 159, MKS 50, SL 162, MK 53, KMF 33, MKF 33, OS 86, KMS 60, SL 167 och MKS 58.
I augusti 1944 utsågs Activity till ett transportfartyg. Hon transporterade flygplan, personal och förnödenheter till Trincomalee på Ceylon, dit hon anlände 23 oktober 1944 och återvände via Gibraltar, där hon anslöt sig till konvoj MKF 36 tillbaka till Storbritannien. Activity tillbringade en tid på ett varv på Clyde i december 1944 för att återigen åtgärda defekter, varefter hon omfördelades till fjärran östern-flottan och fick ett nytt nummer, R301. Hon seglade med konvoj KM 39 den 29 januari 1945 och anlände till Colombo den 20 februari. På väg till Sydney räddade Activity 92 överlevande från SS Peter Silvester, ett amerikanskt libertyfartyg som hade sänkts av U-862 den 6 februari 1945, det sista allierade fartyget som sänktes i Indiska oceanen.
Activity seglade från Sydney den 24 mars till Colombo för att transportera flygplan från Cochin till Colombo. Efter krigsslutet skickades Activity till Singapore för att stödja återockupationen av Singapore. Hon lastade före detta fångar och andra passagerare och seglade till Trincomalee den 15 september. Activity anlände hem till Clyde 20 oktober 1945, och blev då placerad i reservflottan. Den 30 januari 1946 placerades hon i kategori B-reserven och såldes den 25 mars 1946 till Glen Lines för ombyggnad till handelsfartyg.

### Som handelsfartyg
Activity byggdes om till ett handelsfartyg av Glenearn-klassen av Palmers of Hebburn-on-Tyne och döptes om till Breconshire och togs i trafik av Glen Line i september 1947. Hon var det andra Glen Line-fartyget som fick namnet Breconshire. Hon mätte 9 061 bruttoregisterton. Hon förblev i tjänst fram till 24 april 1967 då hon skrotades.